# 椎髻
椎髻是一種髻，形如椎，見於中國，在日本、琉球亦有見到。古代越人行此俗。瑶、畲族人也行此俗。瑶人此俗,最早见于宋人范成大《桂海虞衡志·志蛮》“ 椎髻跣足”的记载。